# Ndembu (peuple)
Pour les articles homonymes, voir Ndembu.
Les Ndembu sont une population bantoue d'Afrique centrale et australe établie à l'ouest de la République démocratique du Congo,  également en Angola, sur les collines boisées du nord-est de Luanda. Quelques communautés vivent aussi en Zambie. Culturellement et linguistiquement, ils sont étroitement liés aux Lunda.

## Ethnonymie
Selon les sources et le contexte, on observe plusieurs variantes : Andembo, Andembu, Bandembo, Bandembu, Demba, Dembo, Mdembu, Ndembo, Ndembus.

## Langue
Ils parlent le ndembu, un dialecte du lunda, une langue bantoue. 